# La venganza del sexo
La venganza del sexo es una película argentina erótica, de explotación y de terror de 1969 coproducida, escrita y dirigida por Emilio Vieyra. Filmada en blanco y negro, es protagonizada por Ricardo Bauleo, Aldo Barbero, Gloria Prat y Susana Beltrán. Se estrenó en 1969 en Uruguay y tardó dos años para ser lanzada en su país de origen, el 19 de marzo de 1971. También se estrenó en Estados Unidos con el título de The Curious Dr. Humpp.

## Sinopsis
Un médico secuestra personas y las obliga a tener sexo para monitorearlos y al mismo tiempo experimentar con las parejas, supuestamente en pro de mejorar la especie humana y dominar el mundo.

## Reparto
- Ricardo Bauleo …Horacio Funes
- Aldo Barbero …Dr. Zoide
- Gloria Prat …Raquel
- Susana Beltrán …Enfermera
- Aldo Bigatti …Vendedor de droguería
- Norberto Aroldi …Cameo
- Justin Martín …Barman
- Miguel Ángel Olmos …Inspector Benítez
- Héctor Biuchet …Policía
- Mariela Albano
- Greta Williams
- Norberto Nelson
- Alex Klapp

## Producción
Fue filmada íntegramente en blanco y negro.
Fue filmada  parcialmente en la ciudad de San Miguel,  provincia de Buenos Aires.

## Comentarios
Santa Fe escribió:

”Algunos disfrazados de monstruos, intrigas muy convencionales y una trama mínima y previsible, modelan argumentalmente a este lamentable producto.”

El Heraldo del Cinematografista opinó:

”Se puede haber visto un 1 artístico o también un 10 en absurdo cinematográfico. Para el olvido o para la historia del kitsch.”

Manrupe y Portela escriben:

”Risible fanta-nudie que bien podría ser objeto de culto.”